# Smętowo Graniczne
Smętowo Graniczne (Duits: Schmentau) is een dorp in het Poolse woiwodschap Pommeren, in het district Starogardzki. De plaats maakt deel uit van de gemeente Smętowo Graniczne en telt 3000 inwoners.

## Geboren in Schmentau
- Kurt Feldt (1887-1970), Duits generaal